# Margarete Rehm
Margarete Rehm (* 12. April 1933 in Duisburg; † 8. November 2012) war eine deutsche Bibliothekarin. 

## Leben
Nach der Reifeprüfung an einem neusprachlichen Mädchengymnasium im Duisburg 1954 studierte Margarete Rehm an der Universität Köln vom Sommersemester 1954 bis zum Sommersemester 1959 Philosophie und Mathematik und legte hier für diese Fächer das Staatsexamen für das Lehramt an höheren Schulen ab. 1963 promovierte sie in Köln bei dem Philosophen Karl-Heinz Volkmann-Schluck. Im gleichen Jahr trat sie als Bibliotheksreferendarin an der Universitäts- und Stadtbibliothek Köln in die Ausbildung für den höheren Bibliotheksdienst ein und legte die Fachprüfung 1965 am Bibliothekar-Lehrinstitut des Landes Nordrhein-Westfalen ab. Nach einer kürzeren Tätigkeit an der Universitäts- und Stadtbibliothek Köln ab 1965 wechselte sie 1967 an die Universitätsbibliothek Ulm, die sie von 1973 bis 1987 als Leitende Bibliotheksdirektorin führte. Wegen einer schweren Erkrankung trat sie bereits 1987 in den Ruhestand. 
Als nebenamtliche Dozentin war sie an der Schule für Medizinische Dokumentation in Ulm tätig. 

## Schriften
- Hegels spekulative Deutung der Infinitesimalrechnung. Dissertation Universität Köln 1963.
- (mit Klaus Bock): Verzeichnis der naturwissenschaftlichen Zeitschriften in Bereiche der Universität Köln. Universitäts- und Stadtbibliothek Köln 1966.
- (mit Herbert Schriefers): Biochemie der Entstehung des Lebens. Eine Bibliographie. Schattauer, Stuttgart 1976, ISBN 3-7945-0524-7.
- Der Gelehrte. Eine Literatursammlung und Typologie. M. Rehm, Neu-Ulm 1979.
- (mit Walther Umstätter): Einführung in die Literaturdokumentation und Informationsvermittlung. Medizin, Biologie, Chemie, Physik. Saur, München 1981, ISBN 3-598-10390-5.
- (mit Walther Umstätter): Bibliothek und Evolution. In: Nachrichten für Dokumentation, Bd. 35 (1984), S. 237–249.
- Rund um das Buch. Ausstellung der Universitätsbibliothek Ulm in Ulm-Wiblingen anlässlich ihres zwanzigjährigen Bestehens 1964–1984. Universitätsbibliothek Ulm 1984.
- (Hrsg.): Universitätsbibliothek Ulm 1964–1984. Universitätsbibliothek Ulm 1984.
- Die Nobelpreisträger der Medizin 1901–1986. Preisbegründung und Auswahlbibliographie. 2. Aufl. Ulm 1987.
- Bücherwahn. Süddeutsche Verlagsgesellschaft, Ulm 1990.
- Lexikon der Frau. Was war wann das erste Mal im Bereich der Frau. Frieling, Berlin 1997, ISBN 3-8280-0197-1.
- Buch und Lesen im Urteil der Zeiten. Eine Zitatensammlung. Frieling, Berlin 1999, ISBN 3-8280-0963-8.
- (mit Dietmar Strauch): Lexikon Buch, Bibliothek, neue Medien. 2. Aufl. Saur, München 2007 (Reprint 2012), ISBN 978-3-598-11758-9.